# Дишлевий Никифор Романович
Никифор Романович Дишлевий (9 лютого 1892 — † ?) — підполковник Армії УНР.

## Біографія
Народився у с. Сердегівка, Черкаського повіту Київської губернії. Закінчив Коростишевську учительську семінарію, 1-шу Київську школу прапорщиків (29 червня 1915 р.). З 13 серпня 1915 р. — молодший офіцер та полковий ад'ютант 2-го Заамурського прикордонного полку.
За Першу світову війну був нагороджений всіма орденами до Святого Володимира IV ступеня з мечами та биндою, відзнакою Святого Георгія IV ступеня з лавровою гілкою. Останнє звання у російській армії — штабс-капітан (з 13 жовтня 1916 р.).
З 7 листопада 1917 р. — командир батальйону 4-го Георгіївського Сердюцького полку ім. І. Богуна військ Центральної Ради. З 1 січня 1918 р. — командир цього полку, одночасно — помічник особливого коменданта Києва М. Ковенка. З 9 лютого 1918 р. — командир сотні у 2-му Запорізькому курені військ Центральної Ради.
З березня 1918 р. — начальник інспекторського відділу штабу губернського коменданта Київщини. У 1918–1919 рр. обіймав посади помічника начальника охорони київських залізниць та начальника Правобережної залізниці.
З грудня 1919 р. перебував у складі Збірної Київської дивізії, з якою брав участь у Першому Зимовому поході. З червня 1920 р. — начальник контррозвідки 4-ї Київської дивізії Армії УНР.
17 червня 1923 р. разом з  Юрком Тютюнником повернувся в Радянську Україну.
Цікавий факт:окрім того,що він був солдатом,володів скрипкою і грав у Київському симфонічному оркестрі.Але через його потребу в армії вернувся.Але зараз не відомо,де його скрипка.
Подальша доля невідома.